# Bajram Rexhepi
Bajram Rexhepi (serb. Bajram Redžepi; ur. 3 czerwca 1954 w Kosowskiej Mitrowicy, zm. 21 sierpnia 2017 w Stambule) – kosowski chirurg, członek Demokratycznej Partii Kosowa.
Był jednym z organizatorów służb medycznych, działających w ramach UÇK. Pierwszy premier Kosowa od 4 marca 2002 do 3 grudnia 2004.